# Czirjáky Márton
Czirjáky Márton (Lőcse, 15. század eleje – ?) evangélikus lelkész.

## Élete
Tanulmányait szülővárosában végezte, majd 1522-ben Wittenbergbe ment, ahol első volt a magyarok közt, aki Luther Márton előadásait hallgatta. Hazájába visszatérve a lőcseiek lelkészül választották meg, és társával, Bogner Bertalannal buzgón terjesztette Luther tanát a Szepességben. Mikor I. Ferdinánd 1548-ban megparancsolta az öt szabad királyi városnak (Kassa, Eperjes, Bártfa, Nagyszeben és Lőcse), hogy az általuk elfogadott új hittanról és egyházuk szervezetéről nyilatkozatot nyújtsanak be, ezt nagy részben az akkori bártfai tanár Stöckel Lénárt szerkesztette, a kidolgozásban azonban Czirjákyt mint teológust, illeti a legnagyobb érdem. 1549-ben nyújtották át e munkát I. Ferdinánd magyar királynak és később Verancz Antal esztergomi érseknek; a bécsi küldöttségnek Czirjáky is tagja volt. Ez a hitvallás következő címmel jelent meg: Confessio Christianae doctrinae quinque liberarum Civitatum in Hungaria superiori. Cassoviae, 1549.